# Луппусйоки
Луппусйоки (Люухи-йоки) — река в России, протекает по территории Костомукшского городского округа Карелии. Длина реки — 18 км.
Исток — озеро Люухиярви. В нижнем течении протекает через озеро Наутехъярви. Впадает в Кимасозеро, через которое протекает река Ногеусйоки. Последняя впадает в озеро Нюк, из которого берёт начало река Растас, впадающая в реку Чирко-Кемь.

## Данные водного реестра
По данным государственного водного реестра России относится к Баренцево-Беломорскому бассейновому округу, водохозяйственный участок реки — Кемь от Юшкозерского гидроузла до Кривопорожского гидроузла. Речной бассейн реки — бассейны рек Кольского полуострова и Карелии, впадает в Белое море.